# Hen Station
Hen Station (Hen stasjon) er en tidligere jernbanestation på Randsfjordbanen, der ligger i byområdet Hen i Ringerike kommune i Norge. Stationen åbnede for ekspedition af tog, passagerer og gods 13. oktober 1868, da Randsfjordbanen mellem Drammen og Randsfjord stod færdig. Oprindeligt hed den Heen, men stavemåden blev ændret til Hen i april 1894. Stationsbygningen, der er opført i træ efter tegninger af Georg Andreas Bull, blev forhøjet med en etage i 1909.
20. juli 1921 vedtog Stortinget at bygge Sperillbanen, der blev åbnet for trafik fra Hen til Finsand ved Sperillen 31. juli 1926. Persontrafikken på banen blev imidlertid indstillet allerede 1. juni 1933, mens godstrafikken fortsatte indtil 1. august 1957.
På Randsfjordbanen ophørte driften med persontog mellem Hønefoss og Randsfjord, hvor Hen ligger, 26. maj 1968, men stationen var dog fortsat bemandet med ekspedition af tog og gods. Bemandingen bortfaldt 1. august 1989, men stationen fremgår stadig dog af Jernbaneverkets stationsoversigt som togekspeditionssted med tre spor.